# Jessica Gadirova
Jessica Gadirova (Dublino, 3 ottobre 2004) è una ginnasta britannica, campionessa del mondo al corpo libero nel 2022, e medaglia di bronzo con la squadra alle Olimpiadi di Tokyo 2020.
Nella sua carriera ha fatto parte della prima squadra britannica dal 1928 a vincere una medaglia olimpica, grazie al bronzo conquistato alle Olimpiadi di Tokyo 2020. Nel 2022 ha vinto l'oro al corpo libero, l'argento con la squadra e il bronzo nell'all-around ai Mondiali di Liverpool. Fra il 2021 e il 2023 ha vinto 5 ori, 2 argenti e 1 bronzo ai Campionati europei, ed è, insieme a Sandra Izbașa e Larisa Iordache, l'unica ginnasta della storia ad aver vinto per tre volte il titolo europeo al corpo libero e l'unica in assoluto ad averlo vinto  per tre anni consecutivi.

## Carriera senior

### 2021: Europei e Olimpiadi
Ad aprile vince la medaglia di bronzo del concorso individuale agli Europei del 2021, oltre all'argento al volteggio e l'oro al corpo libero.
Viene scelta per partecipare alle Olimpiadi di Tokyo insieme a Amelie Morgan, Jennifer Gadirova e Alice Kinsella.
Il 25 luglio prende parte alle Qualifiche, tramite le quali la nazionale britannica accede alla finale a squadre, mentre individualmente Gadirova si qualifica per la finale all around e per la finale al corpo libero.
Il 27 luglio la squadra britannica vince la medaglia di bronzo dietro al Comitato Olimpico Russo e agli Stati Uniti, salendo per la prima volta sul podio dalle Olimpiadi del 1928.
Il 29 luglio partecipa alla finale all-around concludendo la gara al decimo posto, il miglior risultato della storia per una ginnasta britannica.
Il 2 agosto partecipa alla finale al corpo libero, classificandosi al sesto posto.

### 2022
A marzo partecipa ai Campionati britannici, dove vince l'oro nell'all around, al volteggio e al corpo libero, oltre all'argento alla trave. A giugno viene selezionata per rappresentare la Gran Bretagna ai Campionati europei.
Nella finale a squadre gareggia a volteggio e corpo libero ottenendo rispettivamente 14,000 e 13,233 aiutando così la squadra a vincere l'argento dietro all'Italia.
Individualmente si classifica al decimo posto nell'All-around e vince l'oro al corpo libero.
Partecipa anche alla finale al volteggio classificandosi quinta.
Prende parte ai Mondiali di Liverpool tra il 29 Ottobre e il 6 Novembre 2022 e aiuta la squadra a vincere l'argento dietro agli Stati Uniti, gareggiando a volteggio, parallele asimmetriche e corpo libero.
Individualmente prende parte alla finale All-around dove si classifica terza, dietro alla brasiliana Rebeca Andrade e alla statunitense Shilese Jones.
Si qualifica per la finale al volteggio a cui però rinuncia facendo posto all'israeliana Lihie Raz e alla finale a corpo libero, dove ottiene 14,200 vincendo la medaglia d'oro.